# 1097 Vicia
1097 Vicia è un asteroide della fascia principale del diametro medio di circa 21,08 km. Scoperto nel 1928, presenta un'orbita caratterizzata da un semiasse maggiore pari a 2,6428271 UA e da un'eccentricità di 0,2940141, inclinata di 1,53239° rispetto all'eclittica.
Il suo nome fa riferimento alle piante del genere Vicia.